# Equipo Kern Pharma/2022
Deze pagina geeft een overzicht van de Equipo Kern Pharma-wielerploeg in 2022.

## Algemene gegevens
Teammanager: Juan José Oroz
Ploegleiders: Haritzer Medina Fernandez, Jon Armendariz Iparraguirre, Mikel Ezkieta, Pablo Urtasun
Fietsmerk: Giant

## Renners
| Naam                    | Geboortedatum | Nationaliteit | Ploeg 2021      |
| ----------------------- | ------------- | ------------- | --------------- |
| Roger Adrià             | 18-04-1998    | Spanje        |                 |
| Jon Agirre              | 10-09-1997    | Spanje        |                 |
| Sergio Araiz            | 29-04-1998    | Spanje        |                 |
| Igor Arrieta            | 08-12-2002    | Spanje        |                 |
| Urko Berrade            | 28-11-1997    | Spanje        |                 |
| Giovanni Carboni*       | 31-08-1995    | Italië        | Gazprom-RusVelo |
| Héctor Carretero        | 28-05-1995    | Spanje        | Movistar Team   |
| Jaime Castrillo         | 13-05-1996    | Spanje        |                 |
| Iván Cobo               | 02-01-2000    | Spanje        |                 |
| Francisco Galván        | 01-12-1997    | Spanje        |                 |
| Carlos García Pierna    | 23-07-1999    | Spanje        |                 |
| Raúl García Pierna      | 23-02-2001    | Spanje        |                 |
| Álex Jaime              | 29-09-1998    | Spanje        |                 |
| Diego Lopez             | 09-12-1997    | Spanje        |                 |
| Jordi López             | 14-08-1998    | Spanje        |                 |
| Marti Marquez           | 09-02-1996    | Spanje        |                 |
| Daniel Alejandro Mendez | 02-06-2000    | Colombia      |                 |
| Pau Miquel              | 20-08-2000    | Spanje        |                 |
| Iván Moreno             | 27-05-1996    | Spanje        |                 |
| Savva Novikov           | 27-07-1999    | Rusland       |                 |
| José Félix Parra        | 16-01-1997    | Spanje        |                 |
| Vojtěch Řepa            | 14-08-2000    | Tsjechië      |                 |
| Ibon Ruiz               | 30-01-1999    | Spanje        |                 |
| Eugenio Sánchez         | 10-03-1999    | Spanje        | -               |
| Danny van der Tuuk      | 05-11-1999    | Nederland     |                 |

*vanaf 9/9

### Stagiairs
Per 1 augustus 2022
| Naam             | Geboortedatum | Nationaliteit | Vorige ploeg |
| ---------------- | ------------- | ------------- | ------------ |
| Pablo Castrillo  | 02-01-2001    | Spanje        |              |
| Sinuhé Fernandez | 15-06-2000    | Spanje        |              |
| Mikel Retegi     | 27-04-2001    | Spanje        |              |

### Vertrokken
| Naam         | Geboortedatum | Nationaliteit | Ploeg 2022 |
| ------------ | ------------- | ------------- | ---------- |
| Enrique Sanz | 11-09-1989    | Spanje        | Gestopt    |

## Overwinningen
Nationale kampioenschappen wielrennen
Spanje - tijdrijden: Raúl García Pierna
Ronde van Turkije
Ploegenklassement: *1)
Ronde van Asturië
Jongerenklassement: Igor Arrieta
Route d'Occitanie
2e etappe: Roger Adrià
Ronde van Slovenië
Jongerenklassement: Vojtěch Řepa
- 1) Ploeg Ronde van Turkije: C.García, Jaime, Marquez, Moreno, Novikov, Řepa, Van der Tuuk

2020 · 2021 · 2022 · 2023 · 2024 · 2025
Alpecin-Deceuninck · B&B Hotels-KTM · Bardiani-CSF-Faizanè  · Bingoal Pauwels Sauces WB · Burgos-BH · Caja Rural-Seguros RGA · Drone Hopper-Androni Giocattoli · EOLO-Kometa · Equipo Kern Pharma · Euskaltel-Euskadi · Gazprom-RusVelo · Human Powered Health · Sport Vlaanderen-Baloise · Arkéa-Samsic · Team Novo Nordisk · Team TotalEnergies · Uno-X Pro Cycling Team